# Muzeul din Dominica
Muzeul din Dominica este muzeul național din Dominica, o națiune insulară din Antilele Mici din Caraibe. Acesta este situat în capitala Roseau, pe un chei în fața Pieței Vechi din Roseau, care era centrul pentru comerțul de sclavi în perioada colonială. Anterior clădirea a fost a unei piețe vechi și un birou poștal datând din 1810.

## Expoziții

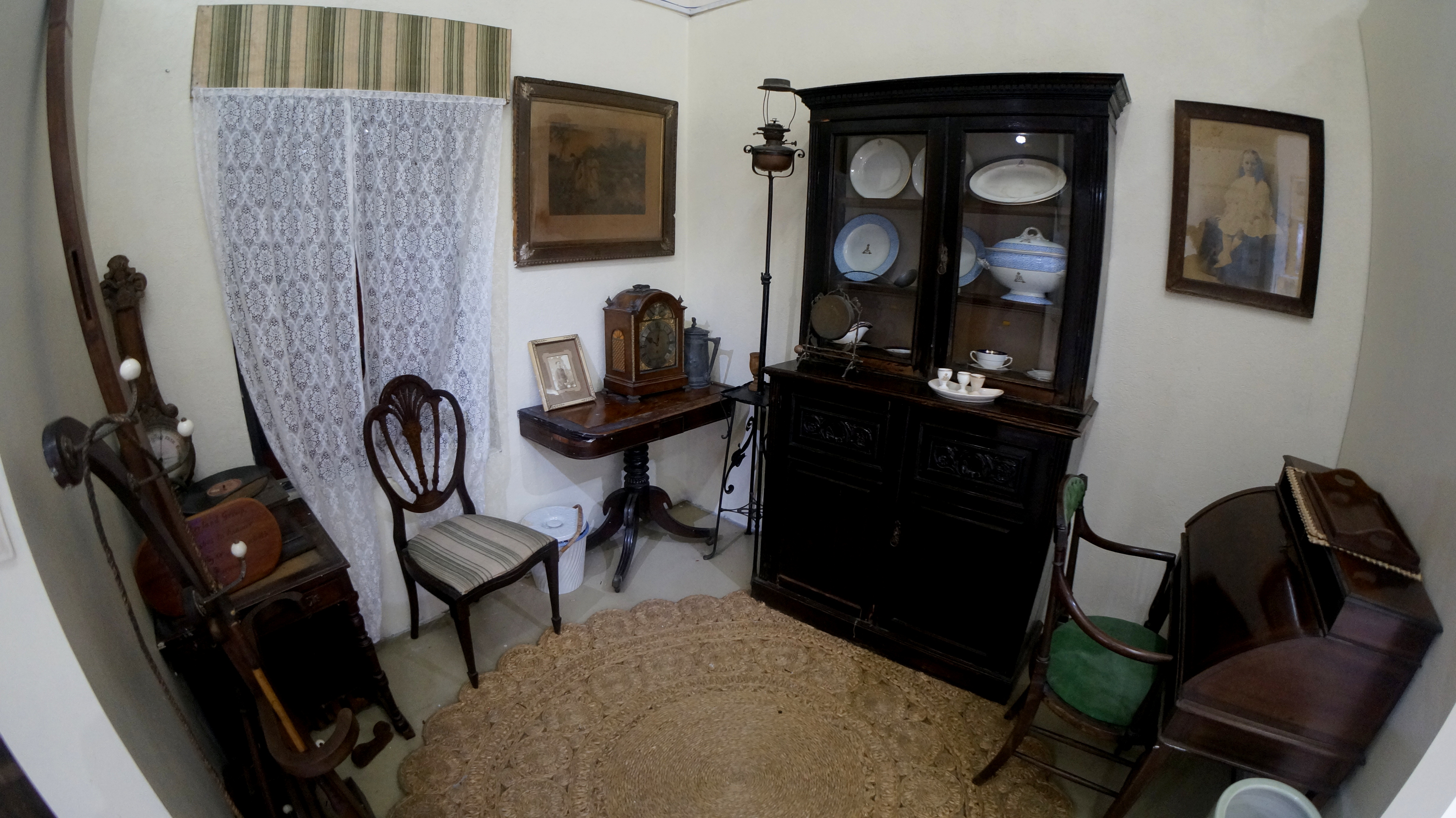
Exponate din secolul al XVIII-lea la Muzeul Dominica din Roseau.

Cel mai important istoric al Dominicăi, Lennox Honychurch, a fost responsabil pentru o mare parte din muzeu. Muzeul din Dominica conține elemente generale legate de istoria culturală și socială, de geologie și de arheologie din Dominica. Acestea includ fotografii vechi, fotografii și portrete ale conducătorilor din trecut, mobilier colonial, inclusiv un scaun și un dulap vechi și un barometru, exemplare de păsări și pești, articole agricole coloniale și articole culturale autohtone, inclusiv Pwi pwi, o formă miniaturală de plută, o replică a unei colibe Carib și ceramică și instrumente Arawak. De remarcat sunt unele topoare din piatră, unele dintre ele având lungimea de 23 de centimetri. Muzeul prezintă, de asemenea, expoziții legate de vulcanologia insulei, iar artefacte legate de primii coloniști includ, de asemenea, vâsle, instrumente domestice, figurine din lemn și instrumente muzicale vechi.